# Christopher Hörl
Pour les articles homonymes, voir Hörl.
Christopher Hörl, né le 30 août 1989 à Zell am See, est un skieur alpin d'origine autrichienne représentant la Moldavie depuis 2017.

## Biographie
Licencié au SK Saafelden, il fait ses débuts en compétition officielle lors de la saison 2009-2010 et en Coupe d'Europe en janvier 2012. Il monte sur son premier podium en terminant deuxième de la descente de Madonna di Campiglio en décembre 2013. Il chute gravement en 2015 dans une course FIS et est approché par un membre de la fédération moldave qui lui offre de skier pour son pays. Deux ans plus tard, Hörl obtient la double nationalité et peut courir sous ses nouvelles couleurs.
Il prend part à sa première manche de Coupe du monde en décembre 2017 à Val Gardena et signe comme meilleur résultat une 48e place dans cette compétition à Bormio. Il est sélectionné pour les Jeux olympiques d'hiver de 2018, à Pyeongchang, où il se classe 40e de la descente.

## Palmarès

### Jeux olympiques d'hiver
| Épreuve / Édition   | Descente | Combiné |
| JO 2018 Pyeongchang | 40e      | Abandon |

### Coupe d'Europe
- 1 podium.